# 琴栄峰央起
琴栄峰 央起（ことえいほう ひろき、2003年7月8日 - ）は、千葉県柏市出身で、佐渡ヶ嶽部屋所属の大相撲力士。本名は手計 太希（てばかり たいき）。身長184cm、体重138kg。最高位は東前頭17枚目（2025年7月場所）。兄は佐渡ヶ嶽部屋所属の琴勝峰吉成。

## 来歴
相撲は5歳の時に柏市少年相撲団で始めた。小学校5年生と6年生でわんぱく相撲全国大会に出場したことがきっかけで埼玉栄高校相撲部の監督に兄の富士紀（琴勝峰）と共に勧誘され、中学校進学と同時に埼玉栄高校相撲部の寮で生活を始めた。さいたま市立大宮西中学校在学中は3年次に白鵬杯個人2位、埼玉栄高校在学中は3年次に金沢大会個人優勝などの実績を残した。その後、高校卒業を待たずに大相撲の佐渡ヶ嶽部屋に入門し、2022年1月場所で初土俵を踏んだ。
初めて番付に名前が載った3月場所は7戦全勝で、琴挙龍との優勝決定戦を制し序ノ口優勝。翌5月場所は7戦全勝で花房との優勝決定戦を制し序二段で優勝した。続く7月場所は三段目に昇進し、3日目にプロ初黒星を喫して初土俵からの連勝が15でストップした。その場所は5番相撲で勝ち越しを決めたが、2019新型コロナウイルスに感染して6番目以降は途中休場となった。翌9月場所は6勝1敗と勝ち越して、続く11月場所で幕下に昇進。
2023年3月場所、西幕下17枚目で3勝4敗としデビュー以来初となる負け越し。その後5月場所から3場所連続で勝ち越し、11月場所で自己最高位となる東幕下5枚目に昇進したものの5番相撲で4敗目を喫し、最終的に3勝はしたものの2度目の負け越し。
2024年に入り1月、3月と2場所連続で勝ち越し、5月場所は自己最高位を更新する東幕下2枚目となるも一番相撲から4連敗し2勝5敗。7月場所は勝ち越し、3度目の幕下5枚目以内となる西幕下5枚目となった9月場所、中日まで2勝2敗から3連勝し5勝2敗の成績を残し、新十両確実と報じられた。25日、日本相撲協会は11月場所番付編成会議を両国国技館内で行い、琴手計の昇進を決めた。同時に新十両昇進を機に四股名を師匠の四股名の「琴」、出身校の「栄」と兄の四股名と同じ字であり上を目指すという意味が込められた「峰」を入れた琴栄峰とすることが発表された。兄弟関取は史上22組目となる。新十両会見では「早く兄を追い越し、（兄弟子の）琴桜関にも近づけるように」「昔の若貴のように兄弟で、幕内の優勝決定戦をできたら」と抱負を語った。11月場所は7勝8敗と負け越し。本人は12月30日の朝稽古の際に『スポーツ報知』の取材に対して2024年の漢字一字に「運」を挙げ「来年は実力で上がっていけるように。目標は幕内」と抱負を語った。
2025年7月場所では新入幕を果たした。これについては、番付表に載った自身のしこ名を指差し、「小さい頃から見てきた1番上の番付に憧れがあったので、そこに自分も載れてうれしい」と笑顔で語るとともに、琴勝峰と兄弟揃っての土俵入りの可能性があることについては、「そこは目標にしてきたところでもあったので、うれしい。やっと兄が戦ってきている土俵に立てるので、身が引き締まる思いがある」とコメントした。

## エピソード
取組前に代名詞である足を高く上げる美しい四股を踏むと、会場から大きな拍手が沸くのが恒例となっている。

## 主な成績
2025年7月場所終了現在

### 通算成績
- 生涯戦歴：113勝73敗1休（21場所）
- 幕内戦歴：6勝9敗（1場所）

### 各段優勝
- 序二段優勝：1回（2022年5月場所）
- 序ノ口優勝：1回（2022年3月場所）

### 場所別成績
| | 一月場所 初場所（東京） | 三月場所 春場所（大阪） | 五月場所 夏場所（東京） | 七月場所 名古屋場所（愛知） | 九月場所 秋場所（東京） | 十一月場所 九州場所（福岡） |
| --- | ----------------------- | ----------------------- | ----------------------- | --------------------------- | ----------------------- | --------------------------- |
| 2022年 （令和4年） | （前相撲）              | 東序ノ口10枚目 優勝 7–0 | 東序二段21枚目 優勝 7–0 | 東三段目27枚目 4–2–1        | 西三段目13枚目 6–1      | 東幕下37枚目 5–2            |
| 2023年 （令和5年） | 西幕下22枚目 4–3        | 西幕下17枚目 3–4        | 東幕下23枚目 4–3        | 東幕下18枚目 5–2            | 東幕下9枚目 4–3         | 東幕下5枚目 3–4             |
| 2024年 （令和6年） | 西幕下8枚目 4–3         | 東幕下6枚目 5–2         | 東幕下2枚目 2–5         | 西幕下8枚目 4–3             | 西幕下5枚目 5–2         | 西十両13枚目 7–8            |
| 2025年 （令和7年） | 西十両13枚目 10–5       | 西十両7枚目 7–8         | 西十両7枚目 11–4        | 東前頭17枚目 6–9            | x                       | x                           |
| 各欄の数字は、「勝ち-負け-休場」を示す。 優勝 引退 休場 十両 幕下 三賞：敢=敢闘賞、殊=殊勲賞、技=技能賞 その他：★=金星 番付階級：幕内 - 十両 - 幕下 - 三段目 - 序二段 - 序ノ口 幕内序列：横綱 - 大関 - 関脇 - 小結 - 前頭（「#数字」は各位内の序列） |                         |                         |                         |                             |                         |                             |

1. ↑  2019新型コロナウイルス感染のため6番相撲から休場

## 幕内対戦成績
2025年7月場所終了現在
| 力士名 | 勝数 | 負数 | 力士名 | 勝数 | 負数 | 力士名 | 勝数 | 負数 | 力士名   | 勝数 | 負数 |
| ------ | ---- | ---- | ------ | ---- | ---- | ------ | ---- | ---- | -------- | ---- | ---- |
| 朝紅龍 | 0    | 1    | 嘉陽   | 1    | 0    | 草野   | 0    | 1    | 獅司     | 0    | 1    |
| 正代   | 1    | 0    | 隆の勝 | 0    | 1    | 美ノ海 | 0    | 1    | 千代翔馬 | 1    | 0    |
| 時疾風 | 0    | 1    | 英乃海 | 1    | 0    | 藤ノ川 | 0    | 1    | 御嶽海   | 0    | 1    |
| 翠富士 | 0    | 1    |        |      |      |        |      |      |          |      |      |

## 改名歴
- 琴手計 太希（ことてばかり たいき）2022年1月場所 - 2024年9月場所
- 琴栄峰 央起（ことえいほう ひろき）2024年11月場所 -